# Прокоп'євське сільське поселення (Прилузький район)
Проко́п'євське сільське поселення (рос. Прокопьевское сельское поселение) — муніципальне утворення у складі Прилузького району Республіки Комі, Росія. Адміністративний центр — село Прокоп'євка.

## Населення
Населення — 145 осіб (2017, 228 у 2010, 362 у 2002, 507 у 1989).

## Склад
До складу поселення входять такі населені пункти:
| Населений пункт     | Населення, осіб (1989) | Населення, осіб (2002) | Населення, осіб (2010) |
| ------------------- | ---------------------- | ---------------------- | ---------------------- |
| Вавіловка, присілок | 39                     | 31                     | 5                      |
| Івановка, присілок  | 98                     | 52                     | 29                     |
| Прокоп'євка, село   | 370                    | 279                    | 194                    |